# La Sengla
La Sengla (3.714 m s.l.m. - ortografato anche come La Singla o La Ceingla, tutti omofoni in francese) o mont de la Ceingla è una montagna della Catena Gelé-Collon nelle Alpi Pennine. Si trova al confine tra l'Italia (Valle d'Aosta) e la Svizzera (Canton Vallese).

## Toponimo
La parola sengla significa cengia in patois valdostano.

## Caratteristiche

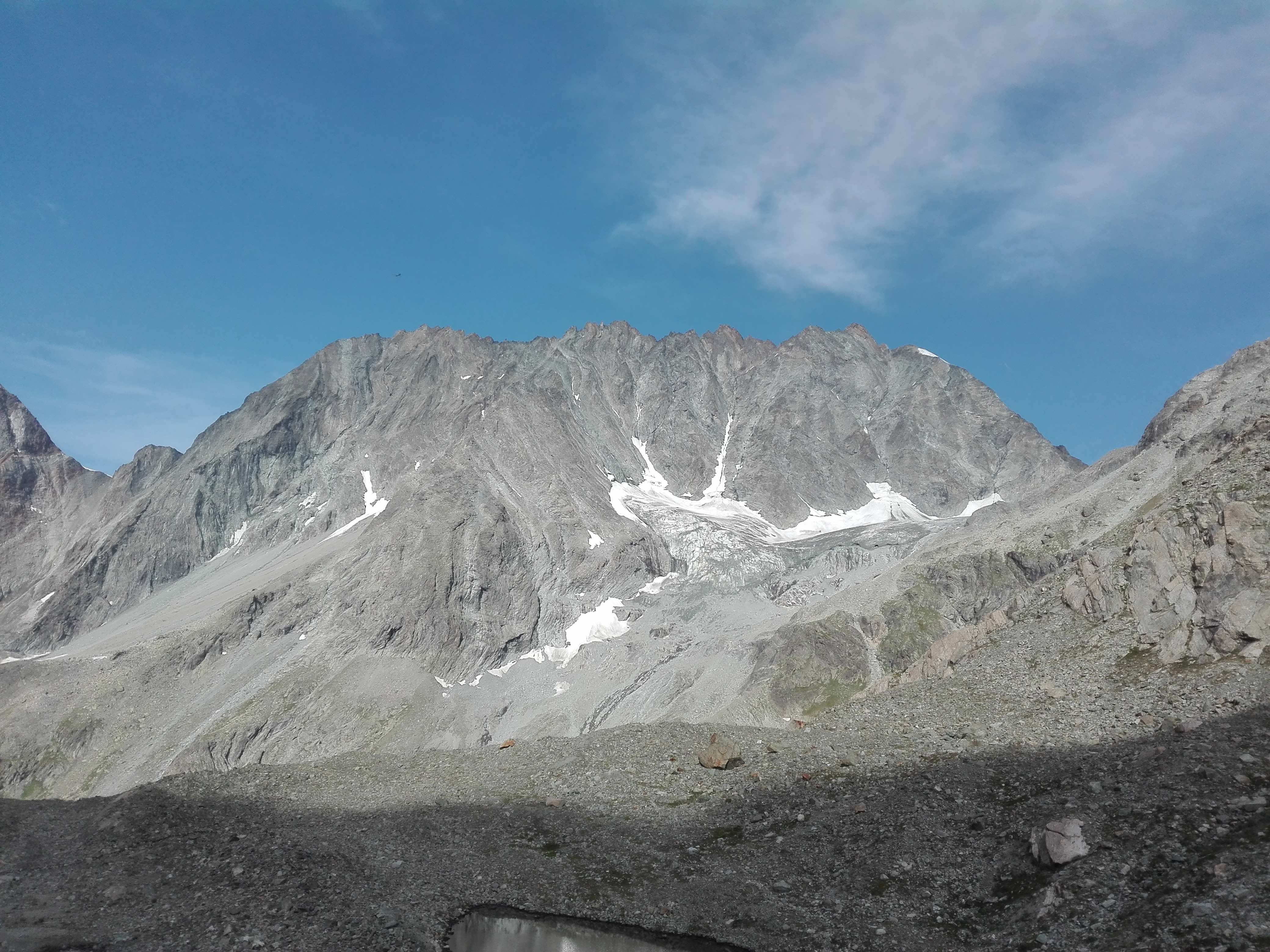
Il versante italiano della montagna risalendo la Comba d'Oren.

La montagna si trova lungo la cresta di montagne che dal Colle Collon e passando dalla Becca d'Oren conduce alla Gran Becca Blanchen. Dal versante svizzero si trova sopra il ghiacciaio d'Otemma; dal versante italiano domina la Valpelline e più in particolare la Comba d'Oren (pron. fr. "Oràn").
È composta da tre vette principali e da diversi pinnacoli:
- vetta nord - 3.714 m
- vetta centrale - 3.704 m
- vetta sud - 3.691 m